# Nuestra Señora de Fátima (Thedim)
Nuestra Señora de Fátima es una talla realizada por José Ferreira Thedim en 1920. Está ubicada frente a la Capilla de las Apariciones, en Cova da Iria (Fátima, Portugal).

## Historia

### Escultura
La talla, diseñada por la Casa Fânzeres de Braga y ejecutada por el escultor José Ferreira Thedim, fue encargada por Gilberto Fernando dos Santos en 1919; una vez terminada el escultor, quien la denominó Nuestra Señora del Rosario de acuerdo con el mensaje de la Virgen, se entrevistó con Lucía dos Santos, única superviviente de los videntes de Fátima, quien le dio algunas indicaciones para que la imagen se asemejase lo máximo posible a la realidad, contando el tallista a mayores con la ayuda del padre Manuel Nunes Formigão, quien le transmitió los testimonios de los videntes (Thedim realizaría algunas modificaciones más en 1951 con motivo de una restauración). Dos Santos, comerciante de Torres Novas, conservó la imagen en su casa por un tiempo antes de donarla a la parroquia de Fátima,: 177  donde el 13 de mayo de 1920 fue bendecida por el padre Antonio de Oliveira Reis, arcipreste de Torres Novas,: 173–174  si bien no sería coronada solemnemente hasta el 13 de mayo de 1946 por el nuncio papal Benedetto Aloisi Masella, debiendo aguardarse un mes para su traslado a la Capilla de las Apariciones, en Cova da Iria, a causa de la prohibición del régimen republicano de cualquier manifestación religiosa. En 1922 la talla resultó ilesa tras un ataque con explosivos cometido por un grupo anticlerical contra la capilla, la cual quedó destruida, aunque sería levantada de nuevo ese mismo año. Por su parte, en 2013 la imagen abandonó la capilla para realizarse un estudio acerca de su estado de conservación, el primero que se le practicó a la obra; la salida se llevó a cabo con fuertes medidas de seguridad, incluyéndose un destacamento de guardias y agentes. Pese a tener más de 90 años de antigüedad, las pruebas efectuadas por el Instituto Politécnico de Tomar arrojaron resultados satisfactorios,: 3  destacando el rector del santuario que todavía se conserva el decorado «de oro de 22 quilates con incrustaciones de diamantes y otras joyas», aunque adolecía de algunas grietas y daños a nivel superficial en la policromía debidos a factores ambientales. Originalmente emplazada en el interior de la capilla, en la actualidad la imagen se exhibe frente a ella para que los fieles puedan contemplarla más de cerca.

### Coronas

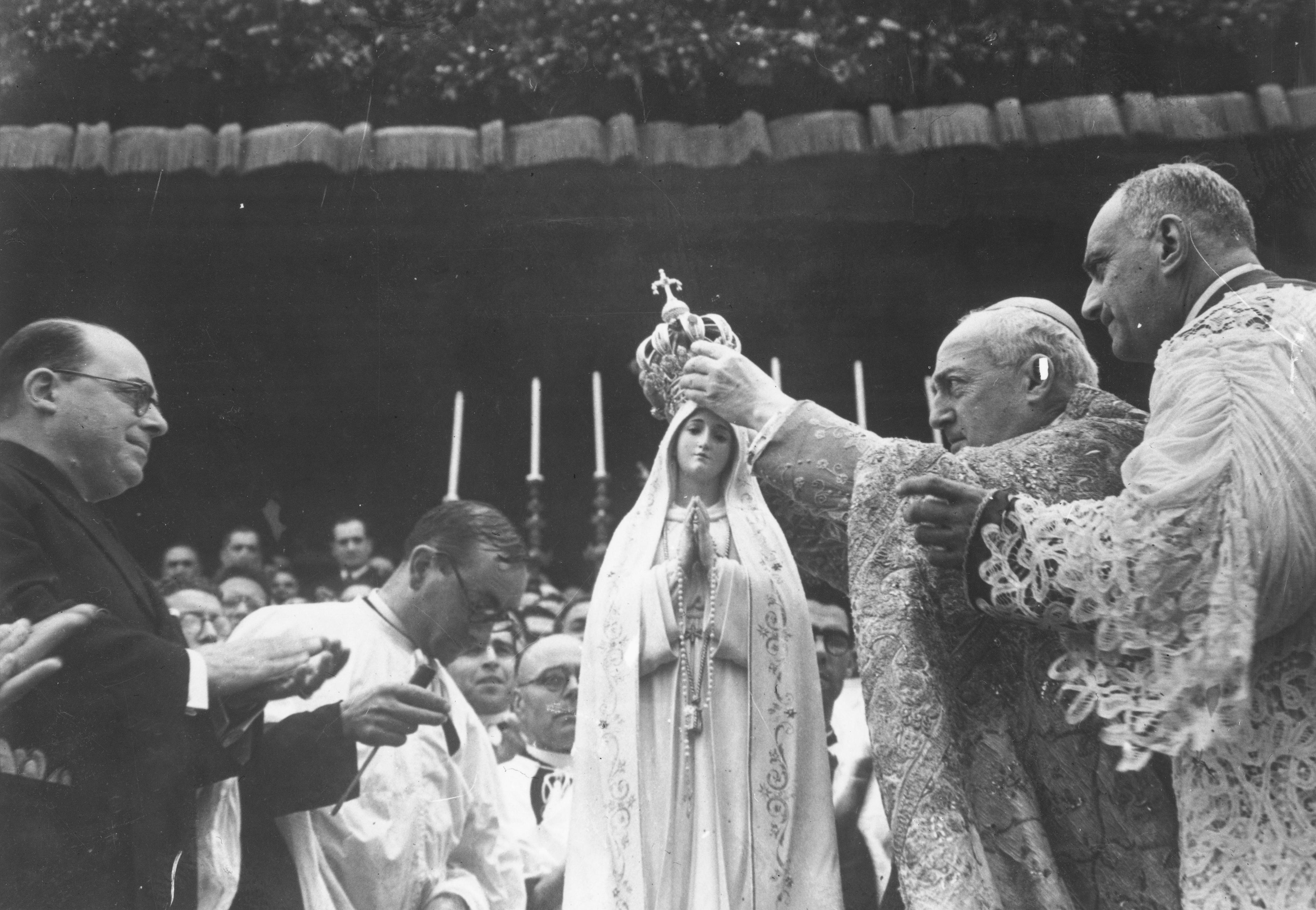
Coronación de la talla de Nuestra Señora de Fátima el 13 de mayo de 1946 por el cardenal Benedetto Aloisi Masella.

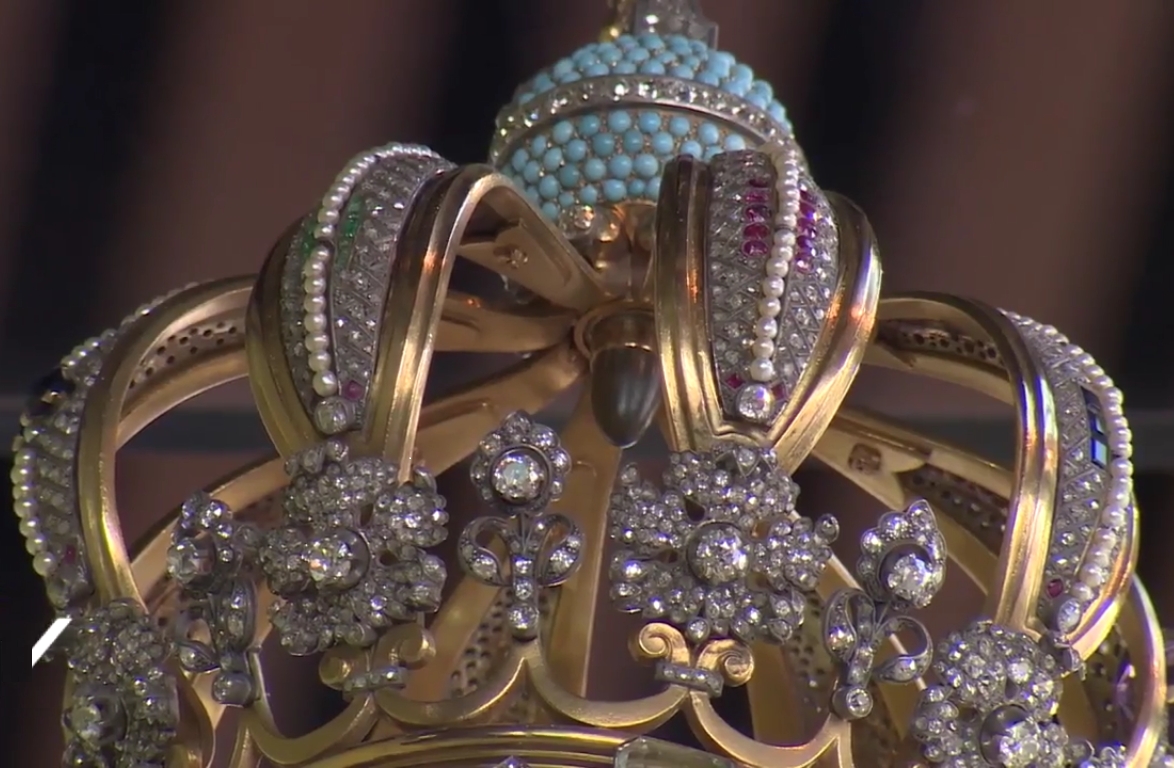
Corona de oro. La bala se halla en el punto donde se unen los arcos, bajo el orbe que corona la pieza.

La corona de oro que ocasionalmente luce la talla fue donada por un grupo de mujeres portuguesas el 13 de octubre de 1942 en agradecimiento por la protección concedida a Portugal durante la Segunda Guerra Mundial y su no intervención en el conflicto. La pieza fue elaborada de forma gratuita por doce joyeros artesanos de Leitão & Irmão en Lisboa, durando la obra tres meses. Dada la generosidad de las donaciones, los joyeros fabricaron dos coronas: una en plata dorada y otra en oro, teniendo esta última un peso de 1200 gramos y contando con 313 perlas y 2679 piedras preciosas engastadas. En 1646 el rey Juan IV colocó la corona de Portugal sobre la cabeza de la imagen de Nuestra Señora de la Concepción, proclamada «reina y patrona de Portugal», siendo este el motivo de la creación de dos «coronas de reina» en vez de una para la que está considerada como «reina, patrona y protectora de su país». La corona de oro sufrió una leve modificación cuando en 1984 le fue incorporada una de las balas recibidas por Juan Pablo II durante su intento de asesinato en Roma el 13 de mayo de 1981; esta bala había sido entregada al obispo de Leiría-Fátima con motivo de su visita a la capital italiana en marzo de 1984. El pontífice le obsequió el proyectil que quedó alojado en el jeep tras el ataque con el fin de que lo guardase en el santuario «en agradecimiento a la Virgen por haberle salvado la vida», si bien por iniciativa del obispo la bala fue incrustada en la corona, precisando el joyero encargado de la obra que «la bala encajaba perfectamente en el espacio vacío, dejado en 1942, en la unión de las ocho varillas que forman la corona». La imagen porta la corona de plata de forma permanente mientras que la de oro es utilizada solo en las jornadas de grandes peregrinaciones.

## Descripción
Tallada en madera de cedro de Brasil, la imagen mide 1,10 metros y pesa 19 kilogramos. Viste ropajes de color blanco y de sus manos, colocadas en actitud orante frente al pecho, cuelga un rosario acorde al relato de los tres videntes acerca de la primera aparición, en la que contemplaron «una luz blanca en los árboles», viendo tras aproximarse a ella a «una mujer vestida de blanco con un rosario en las manos». Descalza en señal de respeto hacia el lugar sagrado, en la parte baja de la túnica figura una estrella que podría hacer referencia a su papel como la mujer del Apocalipsis.

## Viajes
La imagen original abandona el santuario donde recibe culto solo para eventos especiales. Durante cada uno de sus viajes, la talla es reemplazada en la Capilla de las Apariciones por la imagen peregrina que normalmente se exhibe en la Basílica de Nuestra Señora del Rosario. Actualmente ha realizado doce viajes, y de estos solo tres fuera de Portugal y España, todos ellos con destino al Vaticano:
| Fechas                                     | Motivo del viaje |
| ------------------------------------------ | --- |
| Del 7 al 13 de abril de 1942.              | En Lisboa para la clausura del congreso del Consejo Nacional de la Juventud Femenina Católica. |
| 22 de noviembre y 24 de diciembre de 1946. | Visita a Estremadura y Ribatejo con motivo del tricentenario de la proclamación de Nuestra Señora de la Concepción, patrona de Portugal. |
| De octubre de 1947 a enero de 1948.        | La imagen se quedó en Alentejo y Algarve. Cruzó dos veces la frontera hispano-portuguesa de Elvas a Badajoz y luego a Villarreal de San Antonio. |
| Del 22 de mayo al 2 de junio de 1948.      | En Madrid durante el Congreso Diocesano Mariano. La talla visitó también otros lugares. |
| Del 9 de junio al 13 de agosto de 1951.    | Visita a todas las parroquias de la diócesis de Leiría. |
| 17 de mayo de 1959.                        | En Lisboa y Almada con motivo de la inauguración del Santuario Nacional de Cristo Rey. |
| 24 y 25 de marzo de 1984.                  | A petición del papa Juan Pablo II cuando consagró el mundo al Inmaculado Corazón de María. La talla estuvo presente en la Plaza de San Pedro durante la celebración eucarística presidida por el pontífice. |
| Octubre de 2000.                           | Durante la consagración del nuevo milenio a la Santísima Virgen en la Plaza de San Pedro. |
| 12 de noviembre de 2005.                   | En Lisboa durante la consagración de la ciudad a Nuestra Señora de Fátima. |
| 16 y 17 de mayo de 2009.                   | En Lisboa con motivo de las celebraciones del 50.º aniversario del Santuario Nacional de Cristo Rey así como del 50.º aniversario de la primera visita de la imagen al templo. |
| Del 21 al 23 de mayo de 2010.              | En Leiría con motivo de la Fiesta de la Fe. |
| 12 y 13 de octubre de 2013.                | Como icono en la Jornada Mariana a petición del papa Francisco. El 13 de octubre el pontífice, frente a la imagen, volvió a consagrar el mundo al Inmaculado Corazón de María, siendo esta la primera vez en la historia que la talla no estuvo presente en Cova da Iria durante la gran romería del 13 de octubre.: 1 : 3 |
| 6 de agosto de 2023.                       | Con ocasión de la JMJ celebrada en Lisboa, la imagen de la Virgen presidió la misa de clausura en el Campo da Graça. |

## Réplicas
Existen múltiples variantes en lo que a representaciones se refiere. Las imágenes de carácter comercial suelen incluir dos palomas a los pies de la Virgen en alusión a las dos palomas que se posaron en el pedestal y acompañaron a la talla original en su primera peregrinación en 1942, acontecimiento interpretado como un milagro por los testigos puesto que las aves no se apartaron del pedestal en ningún momento. Otra de las variantes más conocidas es aquella en la que la Virgen exhibe su corazón sobre el pecho; esta iconografía tiene su origen en una visión experimentada por Lucía, ya convertida en religiosa, en 1925 en su celda en el Convento de las Hermanas Doroteas de Pontevedra (actual Santuario de las Apariciones). En dicha visión la Virgen le enseñó su corazón, el cual estaba rodeado de espinas como símbolo de su sufrimiento por la ingratitud de los pecadores, indicando la necesidad de rezar el rosario, confesarse y comulgar, aunque ya en las apariciones de 1917 la Virgen había hecho alusión a su Inmaculado Corazón. Otra versión destacada es la imagen venerada en la Iglesia ortodoxa rusa, aprobada por la propia Lucía poco antes de su muerte debido a la gran devoción existente desde antiguo a la Virgen en Rusia; en esta iconografía, de gran culto en todos los países que conformaban la antigua Unión Soviética, María acaricia con su mano izquierda un círculo alusivo a su Inmaculado Corazón, donde consta la leyenda «serdtse» («corazón»), mientras que con la derecha sujeta un rosario.

### Imágenes peregrinas

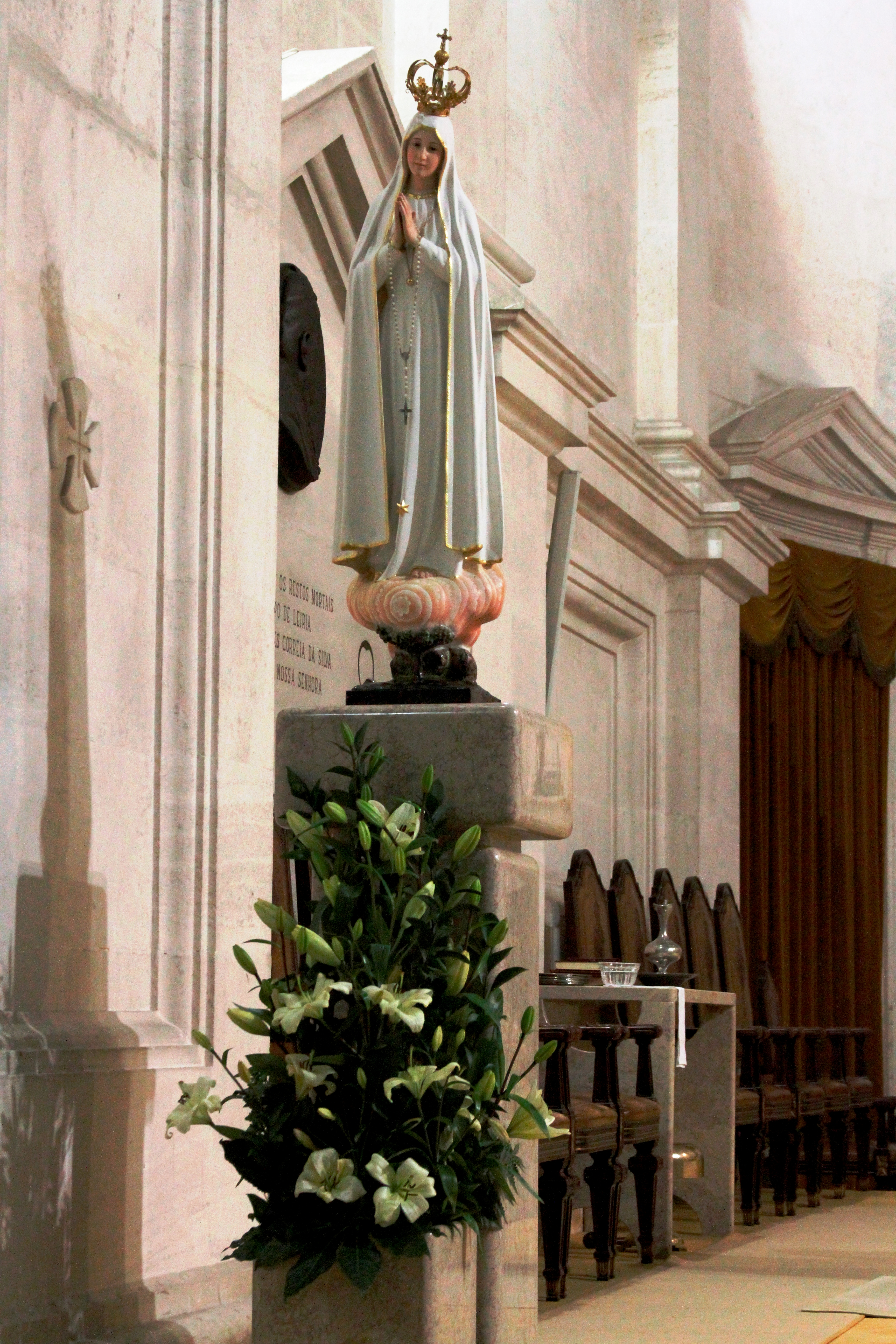
Primera imagen peregrina. Esta talla lleva viajando alrededor del mundo desde la década de 1950.

Después de la primera salida en 1942 para ir a Lisboa, se solicitó en 1945, tras el fin de la Segunda Guerra Mundial, que la talla fuese llevada de Fátima a Berlín; esta petición fue realizada por el cura de la capital alemana, quien deseaba que la talla visitase todas las capitales episcopales de Europa situadas en la frontera con Rusia, si bien la solicitud fue denegada. Una nueva petición fue hecha en abril de 1946 por un representante de Luxemburgo en el Consejo Internacional de la Juventud Católica Femenina, iniciándose el primer viaje de la imagen peregrina el 13 de mayo de 1947.
La primera imagen de este tipo fue creada por Thedim, para lo cual volvió a entrevistarse con Lucía, a quien el obispo de Leiría pidió que la talla original peregrinase a varias comunidades que habían solicitado la presencia de la imagen; Lucía propuso por carta al obispo que la réplica se convirtiese en la imagen peregrina, la cual fue solemnemente coronada por el arzobispo de Évora el 13 de mayo de 1947. En medio siglo, esta estatua ha viajado por todo el mundo (64 países en diferentes continentes, algunos de ellos varias veces), si bien en la década de 2000 el rector del Santuario de Fátima dispuso que la talla no volviese a abandonar el templo salvo en situaciones extraordinarias. En mayo de 2000 la imagen tomó parte en la exposición Fátima Luz y Paz, ocasión en la que fue venerada por decenas de miles de visitantes, mientras que el 8 de diciembre de 2003, durante la solemnidad de la Inmaculada Concepción, la estatua fue entronizada oficialmente en la Basílica de Nuestra Señora del Rosario de Fátima, sobre una columna situada junto al altar.: 27–28  Esta estatua salió el 12 de mayo de 2014 para efectuar una visita a las comunidades religiosas contemplativas de Portugal, durando el viaje hasta el 2 de febrero de 2015. Poco después, del 13 de mayo de 2015 al 13 de mayo de 2016, realizó una peregrinación por todas las diócesis del país; estas visitas formaban parte de la preparación para las celebraciones del centenario de las apariciones de Fátima, siendo estos viajes motivo de grandes movilizaciones por parte de los fieles.
A lo largo de los años, con el fin de satisfacer las numerosas solicitudes que han surgido en Portugal y en el extranjero, se han ejecutado un total de doce réplicas, la segunda de ellas bendecida por el obispo de Leiría el 13 de octubre de 1947, trigésimo aniversario del Milagro del Sol, realizando su primer viaje ese mismo día. Estas imágenes recorren el mundo continuamente, habiendo sido una de ellas ofrecida por Portugal a Timor Oriental con motivo de su independencia en 2002. Cada estatua cuenta a su vez con su propio pasaporte, en el que figura un registro de todos los viajes que ha realizado. Con motivo del centenario de las apariciones de Fátima, se llevaron a cabo numerosas visitas por todo el mundo, varias de ellas en los Estados Unidos, mientras que el 15 de marzo de 2022, el Santuario de Fátima anunció el envío de una imagen peregrina a Ucrania con motivo de la invasión rusa, consagrando el papa Francisco el 25 de marzo a Ucrania y Rusia al Inmaculado Corazón de María.

### Imagen venerada en Orense
Una de las réplicas más destacadas es la venerada en el Santuario de Nuestra Señora de Fátima en Orense (Galicia, España). Este templo, el de mayor devoción a la Virgen de Fátima después del de Cova da Iria, fue erigido entre 1948 y 1962 por disposición del obispo Francisco Blanco Nájera, fungiendo como arquitecto Manuel Conde Fidalgo. Al poco de iniciarse su construcción, el 30 de mayo de 1948, llegó a la ciudad una réplica de Nuestra Señora de Fátima realizada por Thedim y donada por Elena Suárez de Varela, orensana residente en Lisboa. Antes de ser instalada permanentemente en el santuario, la imagen, la cual procesiona cada 13 de mayo y tuvo su primera novena en 1949, realizó un recorrido por la totalidad de los pueblos de la diócesis y permaneció expuesta 24 horas en cada feligresía hasta el 10 de enero de 1950, tras lo cual realizó una segunda peregrinación para después ser conducida a su templo en el barrio de O Couto, lugar donde en 1952 se llevó a cabo la primera procesión de la talla, coronada el 13 de mayo de 1962 por Fernando Quiroga Palacios, arzobispo de Santiago de Compostela, habiéndose celebrado previamente una novena entre los días 4 y 12 del mismo mes. En lo que respecta a la corona, muy similar a la que luce la imagen original, esta fue elaborada con oro y plata donados por los feligreses.